# 声聞
声聞（しょうもん、旧字体: 聲聞、梵: श्रावक śrāvaka（）; 巴: sāvaka）とは、仏教用語で、次の2つの意味がある。
1. 仏陀の教えを聞く者[3]、仏陀の声を聞いた者[4]の意で、仏の教えを聞いてさとる者や[2]、教えを聞く修行僧[1]、すなわち仏弟子を指す[5]。
2. 声聞を、縁覚・菩薩と並べて二乗や三乗の一つに数えるときには、仏の教説に従って修行しても自己の解脱のみを目的とする出家の聖者のことを指し、四諦の教えによって修行し四沙門果を悟って身も心も滅した無余涅槃に入ることを目的とする人のことを意味する[2]。

声聞と縁覚はそれぞれ、仏教における十界の一つにも数えられる。声聞の修道階梯は預流・一来・不還・阿羅漢の4つにわかれ、各段階の出発点を「向」、到達点を「果」、全体として四向四果という。

## 概要

### 声聞の範疇
もとは仏陀在世時の弟子を指していた。原始仏教聖典では出家・在家を含めた仏弟子を意味した。例えば舎利弗（サーリプッタ）のような仏弟子もブッダの声聞である。
門弟や弟子の意味で用いられるのはジャイナ教聖典でも同様であったが、ジャイナ教聖典では、のちには在俗信者のみを意味するようになった。

### サンスクリットにおける声聞
声聞のサンスクリット語 śrāvaka は形容詞として「〜を傾聴する」「遠くから聞き取れる」の意味を持つほか、名詞として「聴聞者」や「門弟」を意味し、声聞、弟子、賢聖などと漢訳される。
声聞と縁覚は、声聞独覚乗（梵: śrāvakapratyekabuddha-yāna）、声聞辟支仏地（梵: śrāvakapratyekabuddha-bhūmi）のように原語では複合語で表現されることがある。

### 声聞に関する語句
声聞のための教えを声聞乗といい、それを略して声聞とする用法もある。菩薩地持経巻一二では、ブッダの教説のうちで声聞・縁覚のために説かれた四諦・十二因縁などの教えを声聞蔵という。

## 初期仏教
sammāsambuddho bhagavā, svākkhāto bhagavatā dhammo, supaṭipanno bhagavato sāvakasaṅgho"ti.

世尊は正等覚者なり、世尊によって法はよく説かれたり、世尊の声聞サンガは正しい道を実践せり。
—パーリ仏典, 中部譬喩法品 27小象跡喩経, Sri Lanka Tripitaka Project
初期仏教において声聞とは、次のことを受け入れる弟子（三帰依）を指していた。
- 釈迦は己の師であること。
- 釈迦の教え（法）。
- サンガの規則。在家者のための五戒、出家者のための波羅提木叉。

## 大乗仏教における扱い
大乗仏教の立場からは、声聞は自己の悟りのみを得ることに専念し利他の行を欠いた出家修行者とされた。
大乗仏教では、全ての仏教を声聞乗、縁覚乗、菩薩乗の3種に分け、それぞれ能力の異なった3種類の対象のために異なった教えがあるとしているが、このうち声聞は最も能力の劣ったものとされる。大乗仏教では、声聞を独覚（縁覚）と並べて、この2つを二乗・小乗として貶している。なお、ダライ・ラマ14世の著書『ダライ・ラマ 智慧の眼をひらく』に加えられた註記では、小乗の語について、このような曖昧な歴史のある不快な言葉は避けて声聞乗という呼称を用いたほうがよいと解説されている。

## 四大声聞
4人のすぐれた仏弟子のことを四大声聞という。どの人物が四大声聞とされるかは、経によって異なる。

### 法華経における四大声聞
『法華経』授記品では、釈尊が4人の高弟に対して記別をあたえる（記別とは、仏が弟子たちに、未来における成仏を予言し、その成仏の次第、名号、仏国土や劫などを告げ知らせること）。この4人のすぐれた仏弟子を四大声聞という。その4人は次のとおり。
- 摩訶迦葉(まかかしょう)
- 須菩提(しゅぼだい)
- 迦旃延(かせんねん)
- 目連(もくれん)